# Chaco (provincie)
Provincie Chaco je jednou z 23 provincií Argentiny. Rozprostírá se na severní části státu v regionu Gran Chaco, který zahrnuje sever Argetiny a dále podstatnou část Paraguaye a Bolívie. Ekonomika provincie je postavená především na primárním sektoru - pěstování bavlny a sóji, chovu skotu a těžbě dřeva.
V minulosti se provincie stala jedním z cílů imigrantů ze střední a východní Evropy, kteří mířili do Argentiny. Usídlili se zde mimo jiné Češi, Slováci, Bulhaři, Chorvati, Maďaři a další.

## Administrativní členění
Provincie sestává z 25 departementů. 
1. Almirante Brown
2. Bermejo
3. Chacabuco
4. Comandante Fernández
5. 12 de Octubre
6. 2 de Abril
7. Fray Justo Santa María de Oro
8. General Belgrano
9. General Donovan
10. General Güemes
11. Independencia
12. Libertad
13. Libertador General San Martín
14. Maipú
15. Mayor Luis J. Fontana
16. 9 de Julio
17. O'Higgins
18. Presidencia de la Plaza
19. 1º de Mayo
20. Quitilipi
21. San Fernando
22. San Lorenzo
23. Sargento Cabral
24. Tapenagá
25. 25 de Mayo